# Eggther (Mond)
Eggther (auch Saturn LIX) ist einer der kleineren äußeren Monde des Planeten Saturn.

## Entdeckung und Benennung
Eggther wurde durch die Astronomen Scott Sheppard und David Jewitt (University of California) sowie Jan Kleyna (University of Hawaiʻi) auf Aufnahmen entdeckt, die vom 12. Dezember 2004 bis zum 22. März 2007 mit dem 8,2-m-Subaru-Teleskop am Mauna-Kea-Observatorium angefertigt wurden. Aus diesem Zeitraum konnten 19 weitere Saturnmonde nachgewiesen werden; die Entdeckung wurde am 7. Oktober 2019 bekannt gegeben. Als Entdeckungsdatum gilt der Tag der ersten Aufnahme, also der 12. Dezember 2004. Demzufolge erhielt der Mond die vorläufige Bezeichnung S/2004 S 27. Am 10. August 2021 erhielt der Mond die endgültige Nummer LIX. 
Das Carnegie Institution for Science rief mit der Bekanntgabe der Entdeckung die Öffentlichkeit dazu auf, bis zum 6. Dezember 2019 Namensvorschläge für die insgesamt 20 neuentdeckten Monde einzusenden. Es sollten entsprechend der Gruppenzugehörigkeit der Monde Namen von Riesen aus der gallischen, der nordischen oder der Inuit-Mythologie sein.
Am 24. August 2022 wurde der Mond durch das Minor Planet Center nach dem Riesen Eggþér aus der Nordischen Mythologie benannt. Er ist der Hirte der weiblichen Jötunn (vielleicht Angrboda), der in dem Járnviðr-Wald lebt und monströse Wölfe aufzieht. Im Gedicht Völuspá sitzt Eggþér auf einem Hügel und spielt freudig seine Harfe, während der feuerrote Hahn Fjalar am Galgenbaum zu krähen anfängt, um den Beginn von Ragnarök anzukündigen.
Der Beobachtungszeitraum von Eggther erstreckt sich vom 12. Dezember 2004 bis zum 21. März 2007; es liegen insgesamt 25 Beobachtungen über einen Zeitraum von drei Jahren vor.

## Bahneigenschaften
Eggther umkreist Saturn in zwei Jahren und 324 Tagen auf einer elliptischen, retrograden Umlaufbahn zwischen 17.538.478 km und 22.414.236 km Abstand zu dessen Zentrum. Die Bahnexzentrizität beträgt 0,122, die Bahn ist 167,8° gegenüber dem Äquator von Saturn geneigt.
Der Mond ist Bestandteil der sogenannten Nordischen Gruppe von Saturnmonden, die den Planeten mit Bahnneigungen zwischen 145,2° und 177,5° und Bahnexzentrizitäten zwischen 0,130 und 0,580 retrograd umrunden.

## Physikalische Eigenschaften
Eggther besitzt einen Durchmesser von etwa 4 km. Die absolute Helligkeit des Mondes beträgt 15,3 m.